# Ipomoea fimbriosepala
Ipomoea fimbriosepala ist eine Pflanzenart aus der Gattung der Prunkwinden (Ipomoea) aus der Familie der Windengewächse (Convolvulaceae). Die Art ist weit verbreitet.

## Beschreibung
Ipomoea fimbriosepala ist eine windende, krautige Pflanze, deren Stängel unbehaart oder nur an den Knoten borstig behaart sind. Die Laubblätter sind mit 1 bis 5 cm langen Blattstielen gestielt, die manchmal leicht warzig sind. Die Blattspreiten sind herzförmig-speerförmig bis schmal pfeilförmig, 5 bis 12 cm lang und 1 bis 6 cm breit. Sie sind unbehaart, die Spitze zugespitzt und stachelspitzig, von der Mittelrippe gehen fünf bis sechs Paar Seitenadern aus. 
Die Blütenstände stehen in den Achseln und bestehen aus einer bis einigen Blüten. Die Blütenstandsstiele sind meist 5 cm lang oder kürzer, können aber gelegentlich auch bis 9 cm lang werden. Die Tragblätter sind mehr oder weniger eiförmig, 0,5 bis 1,5 cm lang und unbehaart. Die Blütenstiele sind gewinkelt und 1,3 bis 3,5 cm lang. Die Kelchblätter sind ungleich gestaltet, die äußeren drei sind größer, spitz zulaufend-eiförmig bis lanzettlich, 1,5 bis 2,2 cm, der Rand ist eingerollt, die Spitze ist stachelspitzig und rückseitig stark dreikielig. Die Kiele sind an der Basis gezähnt und unbehaart. Die Krone ist schmal trichterförmig, 2,5 bis 4 cm lang, unbehaart und purpurn bis rot und ist in der Mitte dunkler gefärbt. Die Staubblätter stehen nicht über die Krone hinaus, die Staubfäden sind in der unteren Hälfte filzig behaart. Der Fruchtknoten ist konisch und unbehaart. Er trägt einen fadenförmigen Griffel von etwa 5 mm Länge mit einer zweilappigen, kopfigen Narbe. Die Samen sind schwarz-braun, eiförmig, 5 mm lang und dicht feinfilzig behaart.

## Verbreitung
Die Art ist im tropischen West- und Zentralafrika, auf Inseln im westlichen Indischen Ozean, im südöstlichen China, von Neuguinea bis zu den Inseln im Pazifik, im südlichen Mexiko und im tropischen Südamerika verbreitet.